# Гарас, Олег Зиновьевич
Олег Зиновьевич Гарас (укр. Олег Зіновійович Гарас; род. 5 декабря 1976, Вестовая, Ивано-Франковская область) — украинский футболист, нападающий.

## Карьера
Воспитанник калушского футбола. Первый тренер — Пётр Олейник. В львовском спортинтернате занимался под руководством Олега Родина. 28 апреля 1993 года дебютировал в Высшей лиге Украины — сыграл единственный матч в составе «Карпат» В 1993—1996 годах играл за ФК «Львов». Летом 1996 за 120 тыс. долларов перешёл в московский «Локомотив» и уже в первой игре оформил хет-трик. Осенью, после матчей 1/16 Кубка кубков против «Бенфики» получил приглашение от португальского клуба, но отклонил его, о чём впоследствии жалел. По итогам сезона получил премию ПФЛ «Стрелец» в номинации «Открытие сезона»..
23 февраля 1997 года в манеже «Динамо» в начале предсезонного матча против динамовцев получил травму — разрыв крестообразных связок и мениска, из-за которой пропустил весь сезон. В начале февраля Гарас получил аналогичную травму и вновь пропустил целый год. В августе был отдан в аренду воронежскому «Факелу» Зимой тренировался в «Локомотиве», но 2001 год провёл вновь в «Факеле».
В 2002 году вернулся во Львов, но третий разрыв «крестов» и проблемы со спиной вынудили Гараса в возрасте 26 лет завершить карьеру.
В 2010 году решил возобновить карьеру, играл в чемпионате Львовской области за ФК «Сходница» (с 2010) ФК «Нафтуся» (2010),, «Карьер» (Торчиновичи, 2011, 2013), ФК «Куликов» (2012). В 2012 году провёл 8 матчей, забил 1 гол в составе ФК «Львов» из первой лиги.
Играл в юношеской, юниорской и молодёжной сборных Украины.
Младший брат Любомир также играл в футбол.

## Достижения
- Бронзовый призёр чемпионат России: 1998